# Enyalius boulengeri
Enyalius boulengeri — вид ігуаноподібних ящірок родини Leiosauridae. Ендемік Бразилії. Вид названий на честь британсько-бельгійського зоолога Джорджа Альберта Буленджера.

## Поширення і екологія
Enyalius boulengeri мешкають в штатах Еспіріту-Санту і Мінас-Жерайс на південному сході Бразилії. Вони живуть у вологих тропічних лісах. Відкладають яйця, у кладці 7—12 яєць.